# Las Guáranas
Las Guáranas es un municipio de la República Dominicana, que está situado en la provincia de Duarte.

## Localización
Este municipio se encuentra entre la ciudad de Cotuí y San Francisco de Macorís, a unos 12 km de la ciudad de San Francisco de Macorís y a una distancia mayor de la Ciudad de Cotuí y a unos 120 km aproximadamente de la capital Santo Domingo.

## Demografía
Su población aproximada es de unas 20.000 personas.

## Límites
Municipios limítrofes:
|                                 | Norte: San Francisco de Macorís |                |
| Oeste: San Francisco de Macorís |                                 | Este: Pimentel |
|                                 | Sur: Angelina y La Mata         |                |

## Distritos municipales
Tinene un distrito municipal:
| Nombre      | Código   |
| ----------- | -------- |
| Monte Negro | 03060601 |

## Historia
Según el escritor guaranense Ramón Luna Hidalgo (Homero), autor del libro Héroes anónimos del Municipio de Las Guáranas, después de haber hecho una exhaustiva investigación, y haber entrevistado a varias personas que conocían bien los orígenes de Las Guáranas, entre ellos Luciano Antonio Rodríguez (fallecido), plasmó en dicho libro el origen y la genealogía de las familias fundadoras de este municipio.

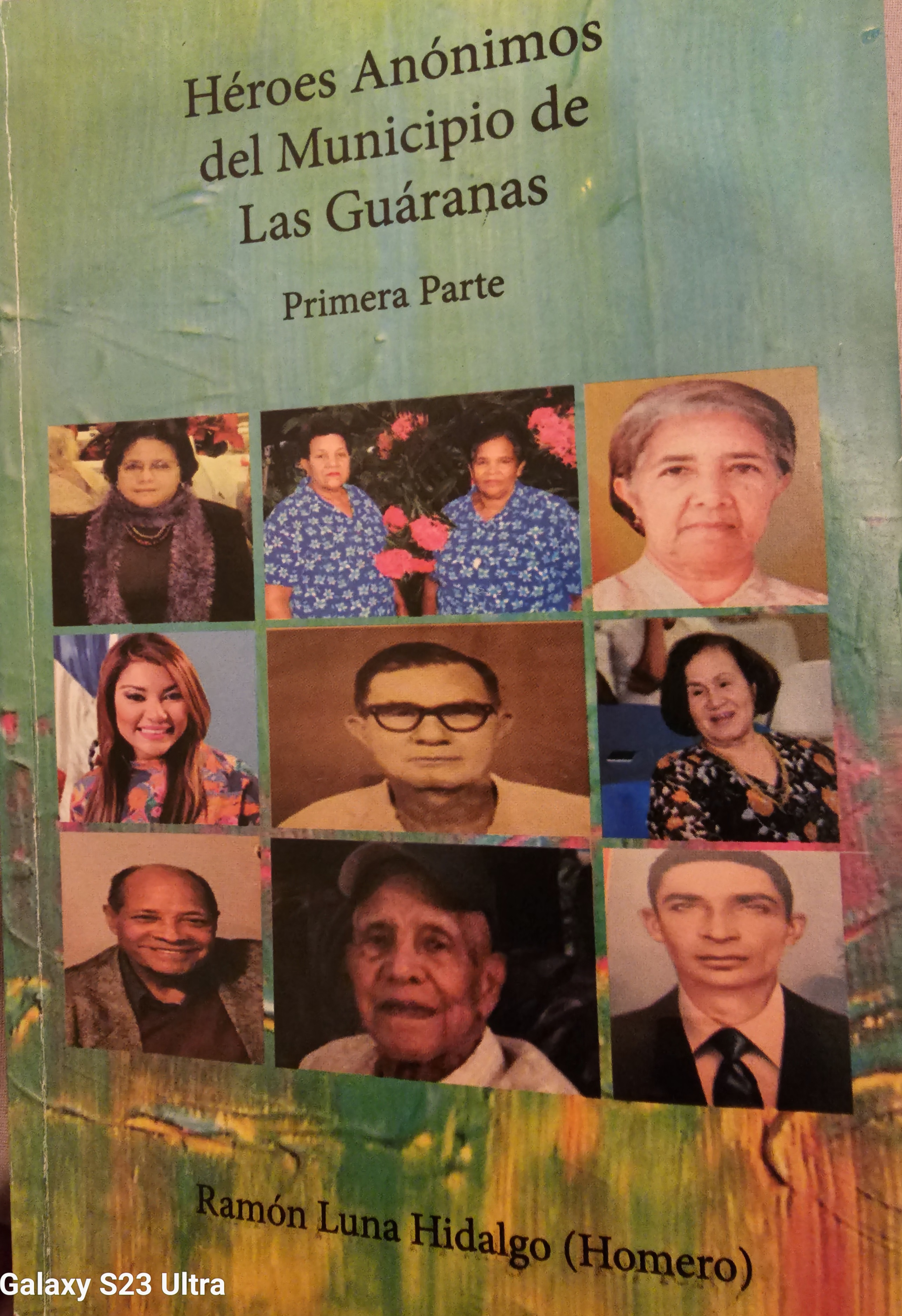
Portada del Libro Héroes Anónimos del Municipio de Las Guáranas

Los orígenes del municipio de Las Guáranas se remontan un poco antes de la segunda mitad del siglo XIX, unas siete personas llegaron de diferentes lugares, decidieron procrear sus familias, y de ahí se desprenden todas las generaciones que han nacido y crecido en Las Guáranas, estamos hablando de José Genao, oriundo de Santiago (República Dominicana), se casa con Siña Concha Reynoso, Tomas Antonio de origen español se une a Mariquita Genao procreando sus hijos, Anacleto Rivera de origen puertorriqueño, quien se casó con María Antonio Ventura. Francisco Monegro se une a María De Jesús Genao. También llegó Pablo Reynoso y este se casó con Eludobina Genao, José Dionicio Recio se une a Alejandrina Monegro, Dionisio Rodríguez se casa con Dionisia Antonio procreando una numerosa familia.
Las primeras familias construyeron sus casas en los alrededores de tres ríos: Güiza, Guamacaje, y Camú, precisamente en lo que hoy se conoce como barrio del Rincón de Los Genaos, para aprovechar sus aguas y cultivar frutos para el sustento de sus hijos. Fue en la década de los años 40 cuando comenzaron a salir de esos ranchos. Para esta época Las Guáranas era una inmensa sabana sin carreteras.
En total fueron 7 familias que fundaron Las Guáranas. Estas familias son de los apellidos Genao, Reynoso, Antonio, Monegro, Rivera, Rodríguez, y Recio. 

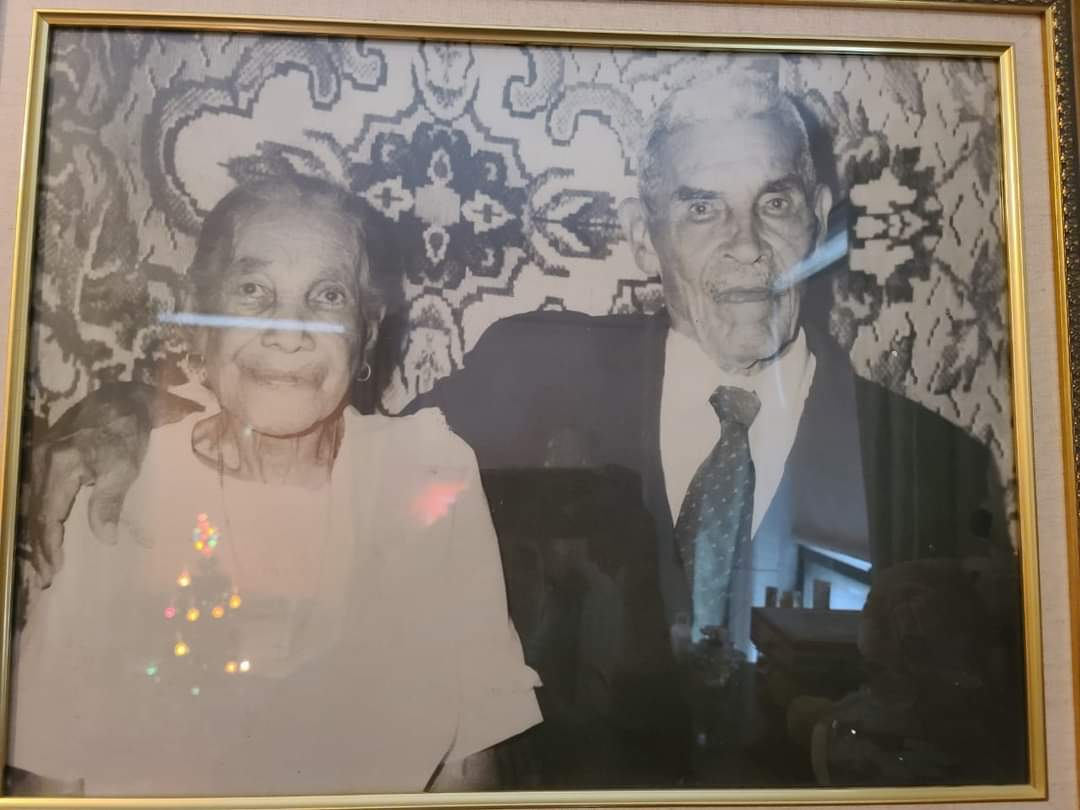
Pablo Genao y Heroína Reynoso, de la primera generación que nació en Las Guáranas

Los ancestros guaranenses contaban a sus hijos, y se sigue comentando de generación en generación, que el nombre de Las Guáranas proviene de dos árboles de guarano que estaban en el lugar donde hoy se encuentra el Liceo Profesora Flerida Hernández. ¡Nos vemos en el guarano! era la despedida de los hombres de aquella época después de una ardua y larga jornada de trabajo. Estos hombres descansaban debajo de estos frondosos árboles. Dicho lugar también era un punto de referencia de una parada del ferrocarril inaugurado en la ciudad de La Vega (República Dominicana) en 1890 durante el gobierno de Ulises Heureaux. Dicho ferrocarril salía desde La Vega hasta el pueblo de Sánchez (municipio) en la provincia de Samaná, y quienes hacían parada aquí decían: Me quedó donde están los guaranos. De ahí nació el nombre de Las Guáranas.
En el año 1946 se construyó la primera carretera con acceso a la ciudad de San Francisco de Macoris, y en el año 1953 dicha carretera se extendió hasta la Provincia de Sánchez Ramírez. El 23 de septiembre de 1984 Las Guáranas es elevada de categoría, pasó de ser una sección de San Francisco de Macoris, a un distrito municipal de San Francisco de Macoris. En 1997 Las Guáranas fue elevada a un municipio de la Provincia Duarte.

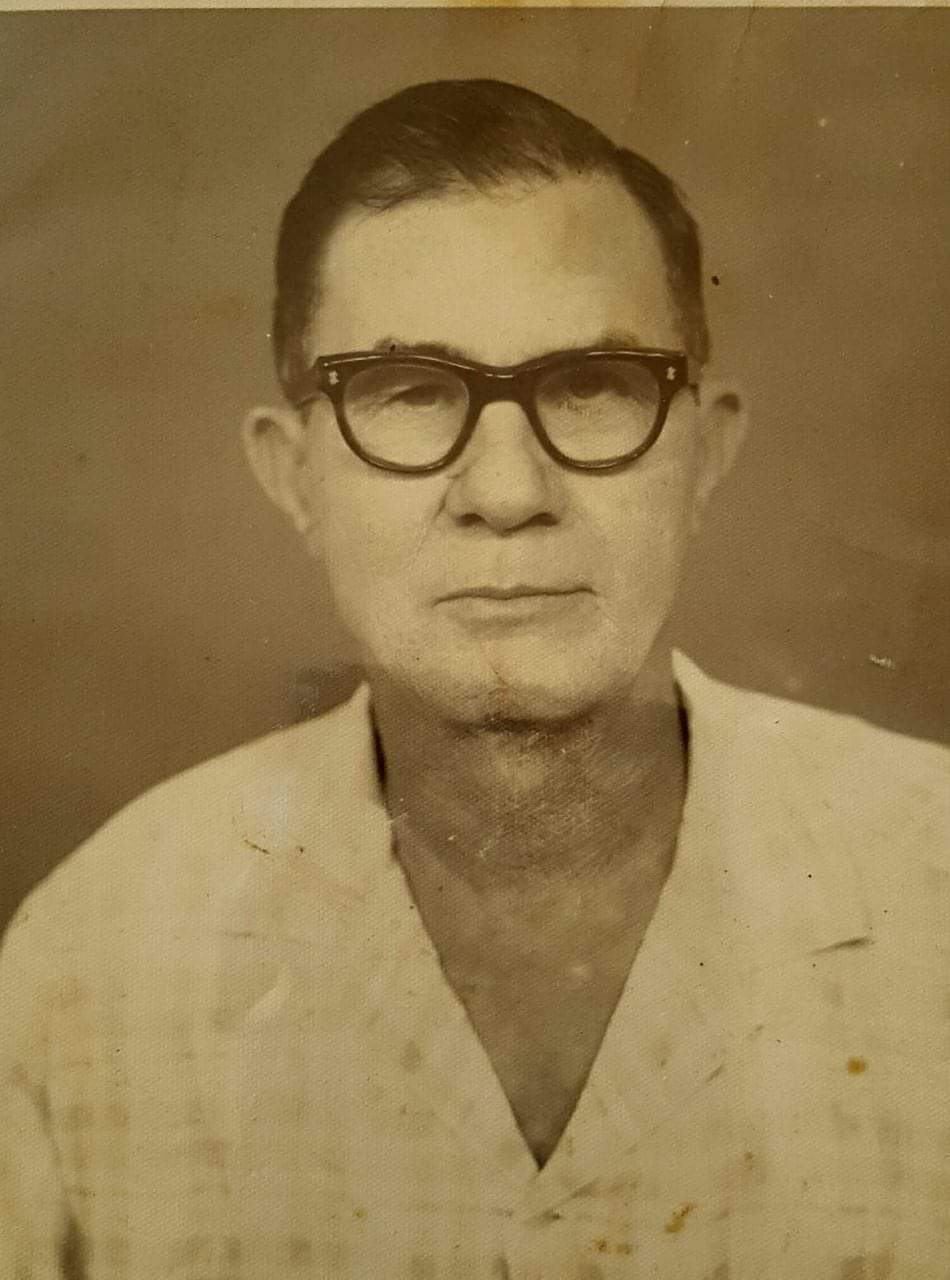
Darío Antonio Monedero 20 de enero del 1900 - 25 de febrero del 1987

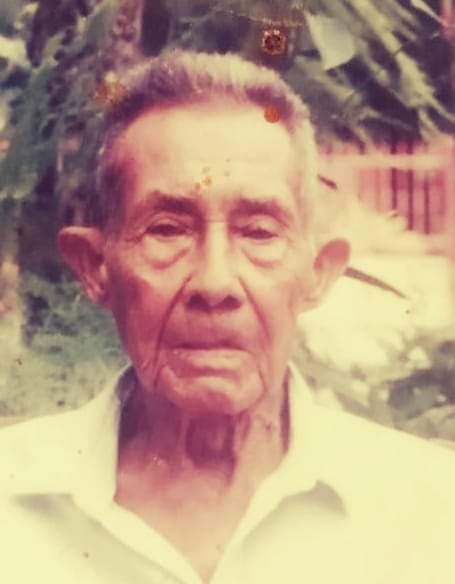
Ramón Genao Antonio

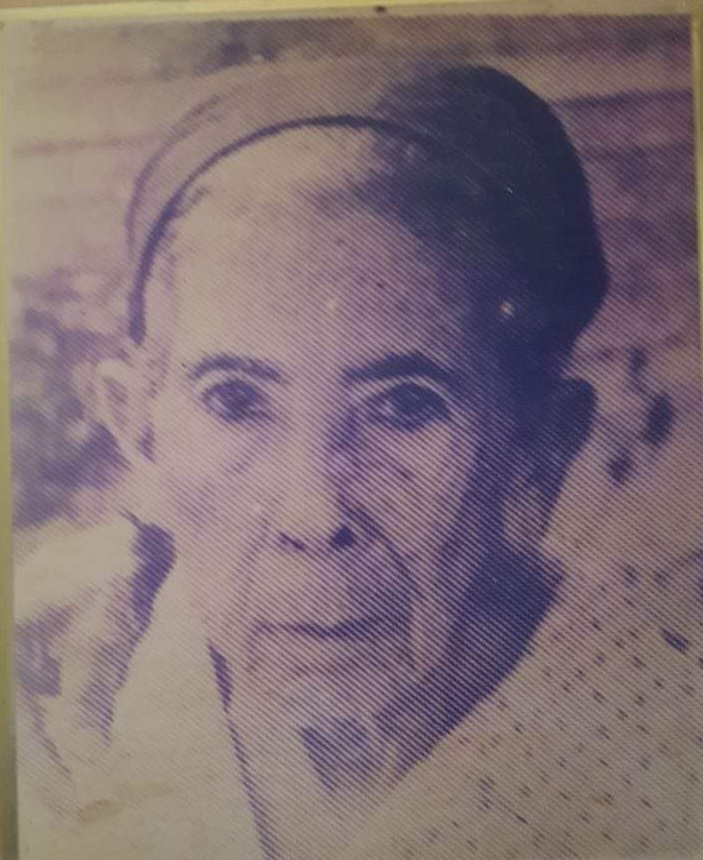
María del Carmen Antonio, Comadrona del 1900

## Parroquia Nuestra Señora del Carmen

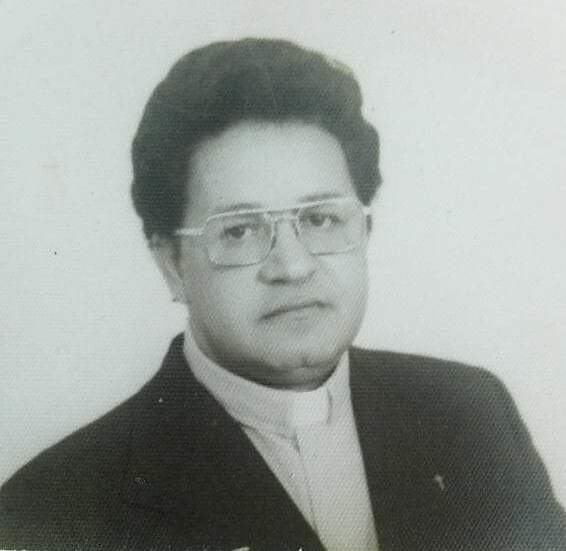
Sacerdote Willi Wilfredo Mercedes

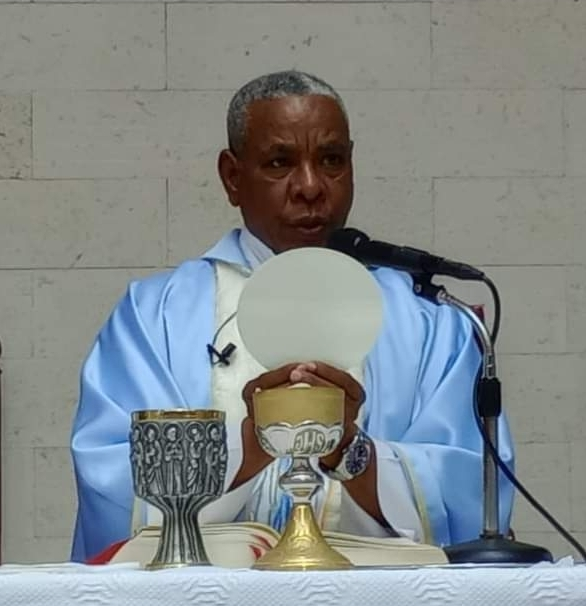
Sacedote Perfecto Cemo Medina

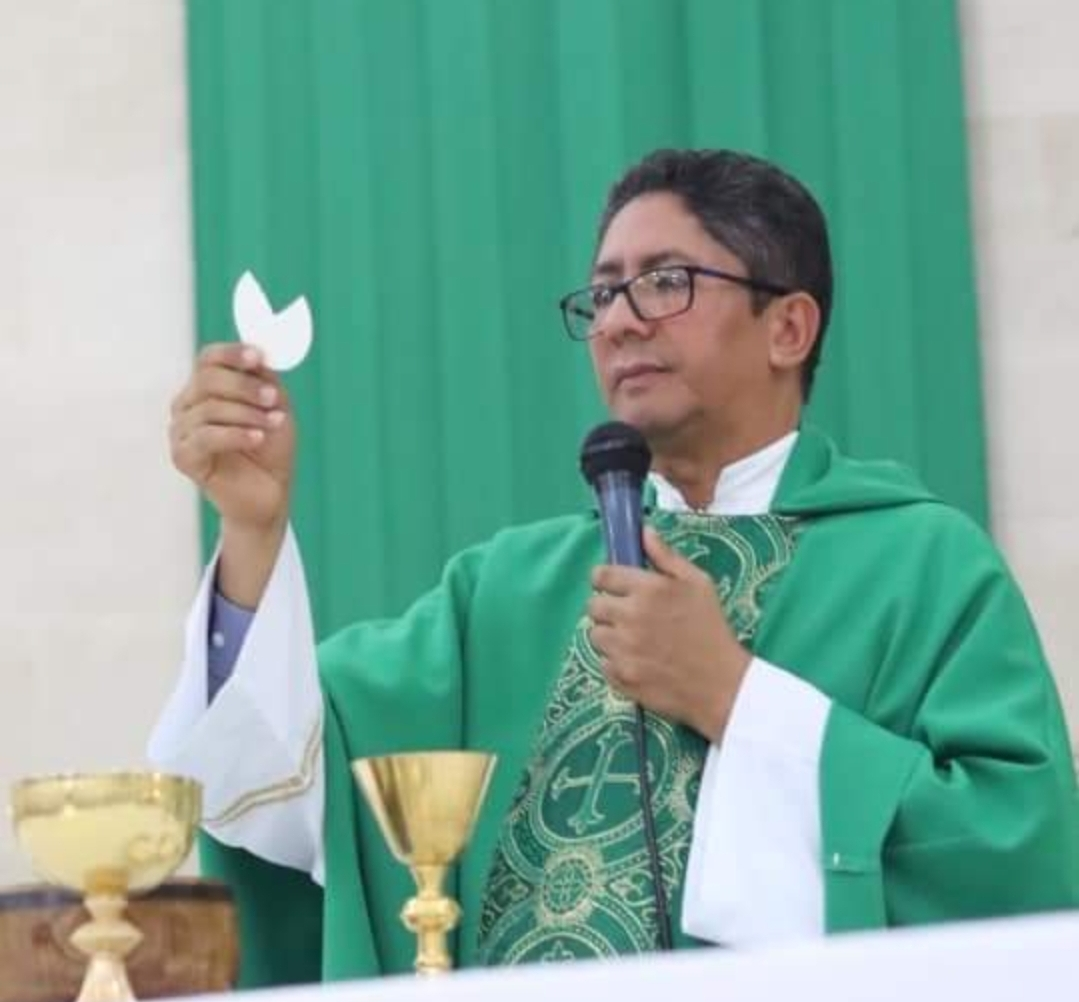
Sacedote Luis Duarte

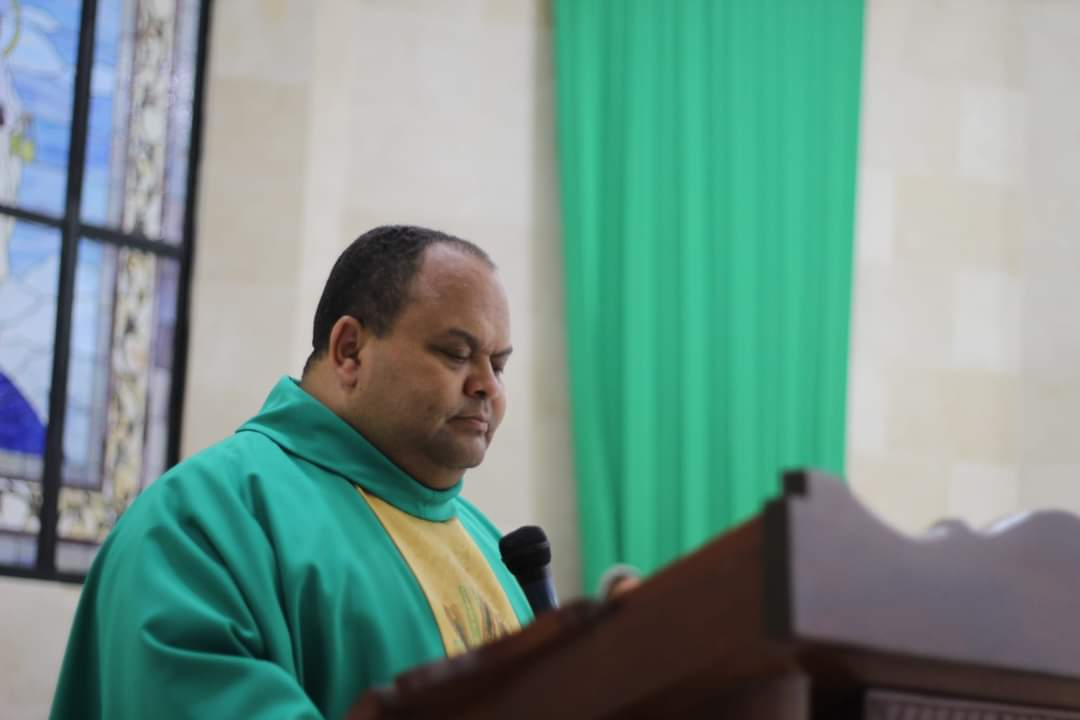
Sacerdote Cristian Paulino

Todo comenzó con un sueño de la joven Irene Antonio Monedero (1894-1986) donde se le decía que ella y su familia debían abandonar su casa y donar el terreno para la construcción de una iglesia. Ese sueño ella se lo comentó a sus padres Gertrudis Antonio Genao, y Matilde Monedero. Su padre no le creyó, pero al seguir la joven con sus disturbios que no la dejaban dormir, desesperados sus padres la llevaron con el sacerdote de la Parroquia Santa Ana en San Francisco de Macoris, Juan Francisco Brea del Castillo. El sacerdote le dice a Gertrudis Antonio que si eso venía de Dios, entonces el iba a recibir una señal en los días venideros, y así sucedió. De camino al río Güiza se dirigía a buscar agua, cuando bajando escuchó una y otra vez el repicar de campanas, se acordó entonces de las palabras del sacerdote y decide dejar su casa de madera para que allí se construyera la primera iglesia de la comunidad. Al tomar esta decisión Irene volvió a dormir en paz.
En 1926 se construye una pequeña capilla cobijada de zinc y rodeada de madera, según el testimonio de Benigna Antonio Monedero (Belin) donde se celebró la primera Eucaristía un viernes 16 de julio del año 1926 por el sacerdote Juan Francisco Brea del Castillo, desde ese día la Iglesia lleva el nombre de Nuestra Señora del Carmen. La Imagen de la Virgen del Carmen fue traída desde San Francisco de Macoris en 1949.

Benigna Antonio Monedero (Belin) a la izquierda, y Irene Antonio Monedero a la derecha

Cuando falleció Gertrudis Antonio el 24 de octubre de 1934, sus restos fueron sepultados en San Francisco de Macoris porque no había aun un cementerio en Las Guáranas, aunque luego trasladados y sepultado en la iglesia donde reposan hasta el día de hoy, la construcción de la iglesia es mejorada, esta vez se construye la mitad de block y otra mitad de madera, y el techo de zinc. En la década de los años 50 el entonces presidente y dictador Rafael Leónidas Trujillo Molina (en represalia contra la Iglesia Católica) ordena a Joaquín Marte Fuente que provoque un incendio en la Iglesia. Gracias a la inmediata reacción de varios hombres entre ellos Jesús María Antonio Hernández (Compachi), lograron apagar el fuego con latas de agua salvando el templo de perecer quemado.
Según consta en el acta del obispado de San Francisco de Macoris, la capilla fue elevada a parroquia el 14 de junio de 1977 siendo sacerdote José Rafael Wilfredo Mercedes Soñé. 

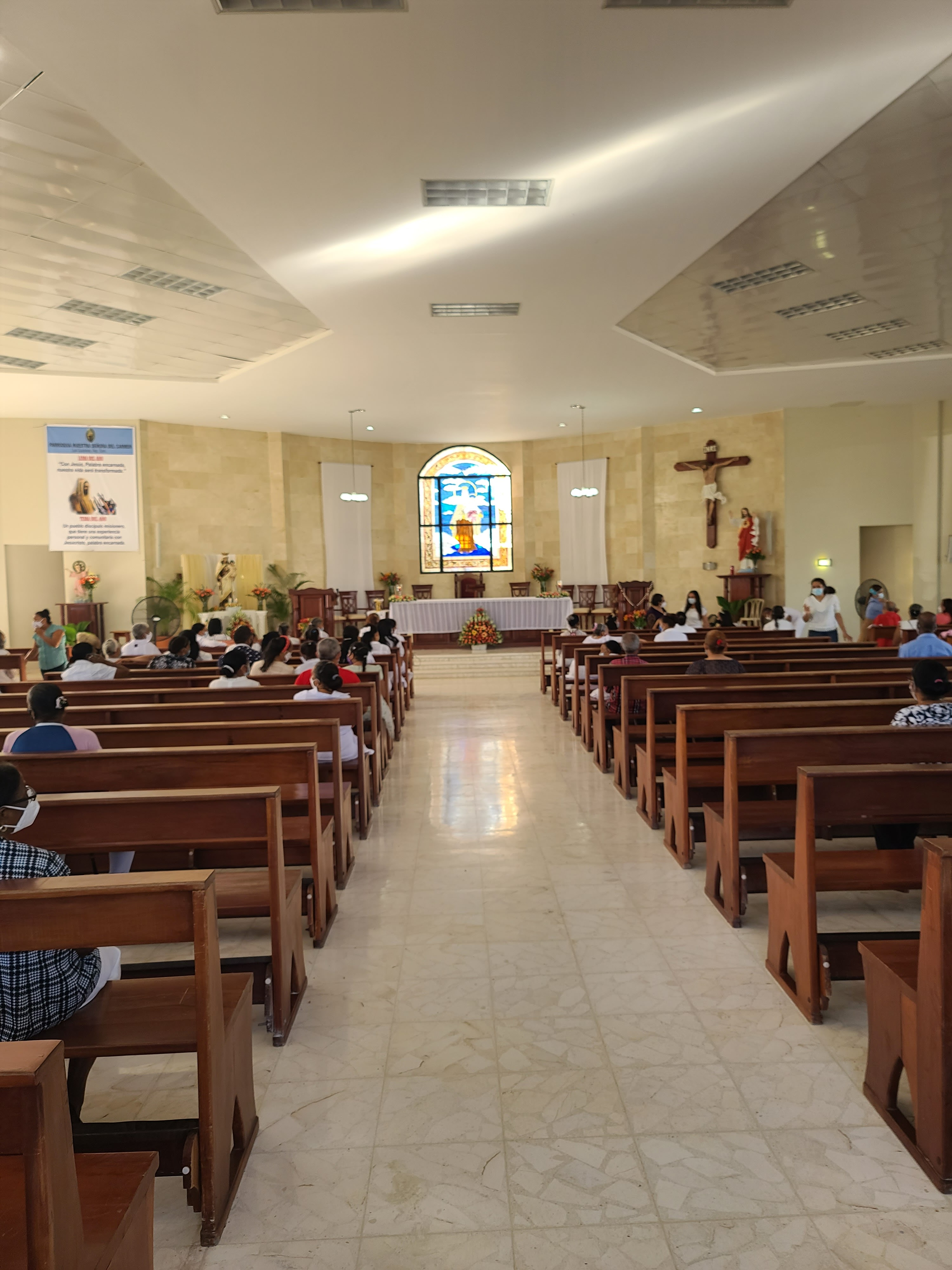
Fachada interior actual. Foto de Julio del 2020

Las primeras catequistas de la comunidad fueron Benigna Antonio Monedero (Belin), quien impartía clases de catecismo debajo del árbol samanea saman que hasta la fecha está al lado del templo, y Corina Antonio Ureña, quien convirtió su casa en un centro de catequesis. En 1978 se llevó a cabo la tercera modificación del templo totalmente hecho de concreto y cobijado con asbesto.

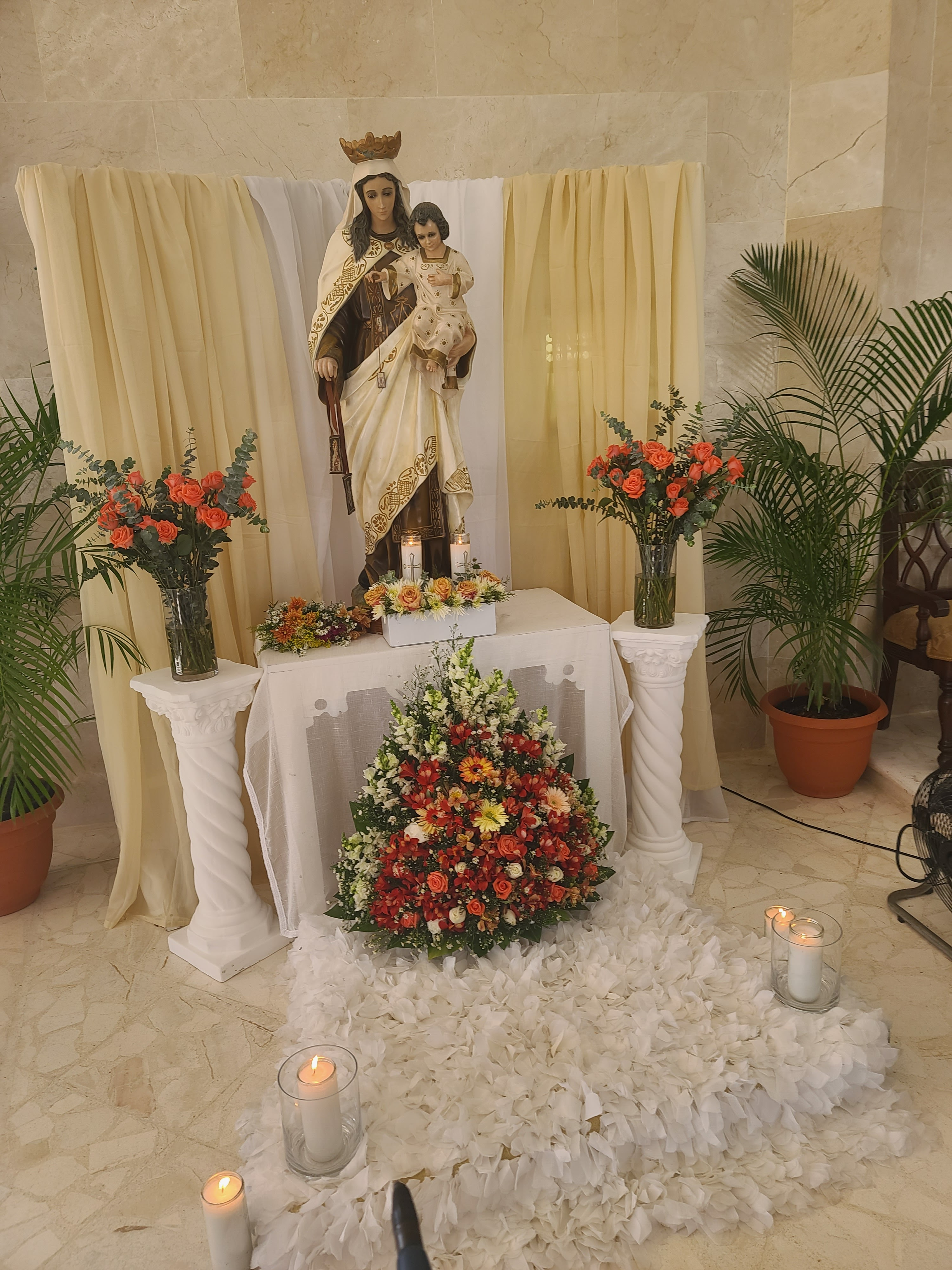
Imagen de la Virgen del Carmen el 16 de julio de 2020

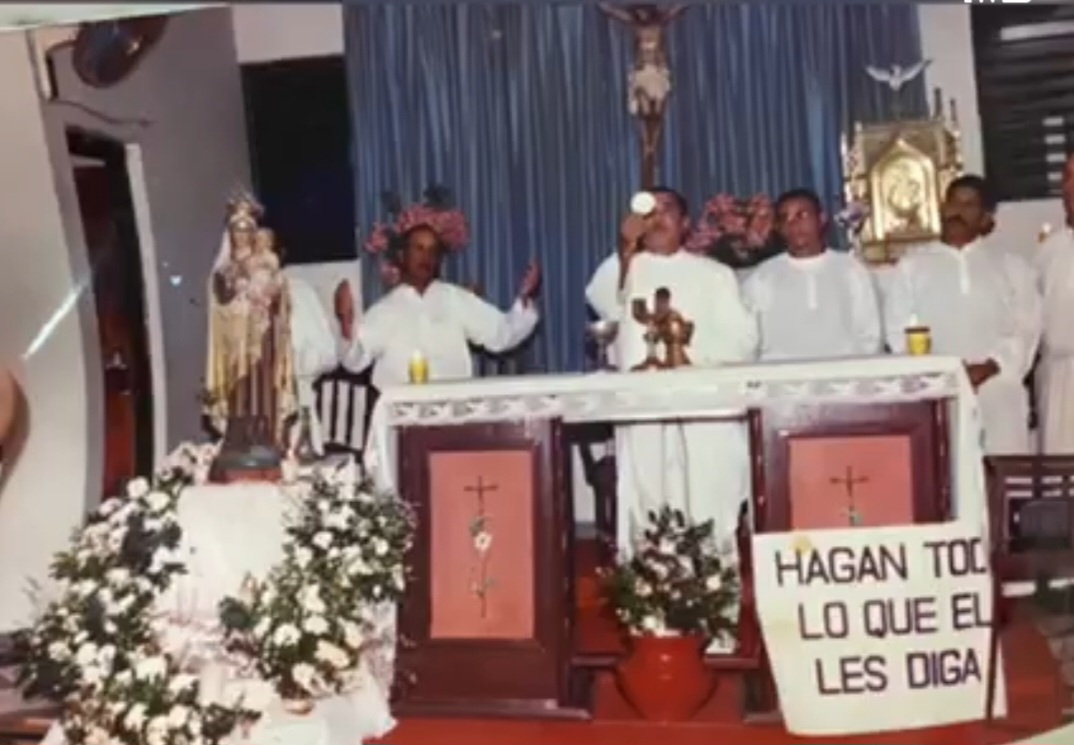
Interior del tercer templo en la década del 1990

En 1985 llega como sacerdote a Las Guáranas el sacerdote Paulino Paredes Peña (Oscar), hasta 1990 cuando llegó el sacerdote Manuel Vicente Castro (Niño), hasta el 2003. En ese mismo año llega el sacerdote guaranense Perfecto Semo Medina, quien comenzó la cuarta modificación al templo, donde se construyó un templo más grande, ese mismo templo es el que esta hasta el día de hoy. Su período terminó en el 2009. El 8 de octubre del 2009 llegó a Las Guáranas el sacerdote Luis Rafael Duarte Pérez, el cual terminó su período en el año 2022. Actualmente y desde el 2022 reside en Las Guáranas el sacerdote Cristian Paulino. 

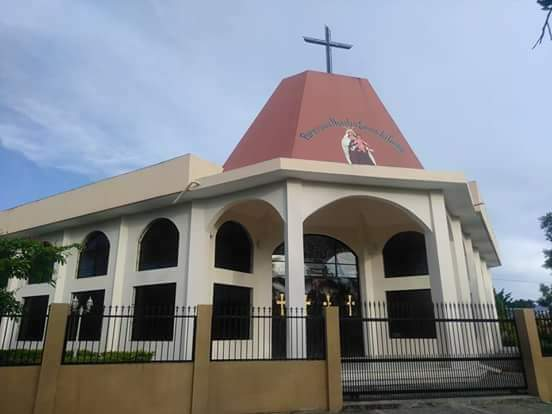
Fachada frontal actual

## Economía
Está ubicada en una zona arrocera de gran importancia en este país y su economía está muy centrada en esta actividad.

## Educación
En el municipio funcionan actualmente los siguientes Centros Educativos
- Colegio Nuevo Horizonte.
- Escuela Darío Antonio Monedero.
- Escuela Francisco del Rosario Sánchez.
- Escuela Rincón de Los Genao.
- Liceo Flerida Hernández.

## Festividades
Fiestas Patronales de Nuestra Sra. del Carmen que se celebran del 7 al 16 de julio en honor a su patrona la Virgen del Carmen.